# Baudina
Baudina is een geslacht van mosdiertjes uit de  familie van de Pasytheidae. De wetenschappelijke naam ervan is in 2009 voor het eerst geldig gepubliceerd door Gordon.

## Soorten
- Baudina geographae Gordon, 2009
- Baudina naturalistae Gordon, 2009